# Michael Gottlieb Vermehren
Michael Gottlieb Vermehren (* 1699 in Lübeck; † 1. Dezember 1748 ebenda) war Jurist und Senator der Hansestadt Lübeck.

## Leben
Vermehren war der Sohn des Pastors und späteren Hauptpastors an der Lübecker Aegidienkirche Michael Vermehren und seiner Ehefrau Christina Gertrud Gröne. Großvater war der Lübecker Seidenhändler Paul Vermehren († um 1700). Er studierte Rechtswissenschaften an der Universität Jena. Anschließend war von 1722 bis 1724 in Rendsburg als Hauslehrer für die Familie eines dänischen Majors von Scheel(e) tätig. Daran schloss sich eine Tätigkeit als Güteradministrator für die Familie der Freiherrn von Marenholz im Hannöverschen an. Vermehren wurde 1730 an der Universität Helmstedt zum Dr. der Rechte promoviert. Sodann nahm er in Lübeck seine Tätigkeit als Advokat auf und wurde am 22. Februar 1744 gemeinsam mit Philipp Caspar Lamprecht in den Rat der Stadt gewählt. Diese vertrat er als Gesandter in Berlin und 1748 auch in Gottorf und Hannover.

## Werke
- Dissertatio Inauguralis Iuridica De Iurisdictione Omnimoda Formula: Richt und Ungericht In Feudum Concessa. Helmstadii: Schnorr 1730

Digitalisat des Exemplars der Universitäts- und Landesbibliothek Sachsen-Anhalt